# 乔瓦尼·斯卡图林
乔瓦尼·斯卡图林（義大利語：Giovanni Scatturin，1893年5月30日—1951年10月11日），意大利男子赛艇运动员。他曾代表意大利参加1920年和1924年夏季奥林匹克运动会赛艇比赛，共获得一枚金牌和一枚银牌。